# Zornia diphylla
Zornia diphylla är en ärtväxtart som först beskrevs av Carl von Linné, och fick sitt nu gällande namn av Christiaan Hendrik Persoon. Zornia diphylla ingår i släktet Zornia och familjen ärtväxter. Inga underarter finns listade i Catalogue of Life.